# Pierre-Antoine Antonelle
Pierre-Antoine Antonelle (Arles, 17 luglio 1747 – Arles, 26 novembre 1817) è stato un politico francese.

## Biografia
Militare fino al 1782, sostenne la rivoluzione francese e ne fu teorico. Presto divenne sindaco di Arles e, nel 1791, entrò a far parte dell'Assemblea legislativa. Giudice del tribunale rivoluzionario, fu imprigionato per aver sostenuto la libertà dei giurati, ma liberato dopo la morte di Maximilien de Robespierre.
Coinvolto nella congiura degli Eguali fu assolto, ma nel 1797 venne imprigionato in Charente.